# Consuming Love; or, St. Valentine's Day in Greenaway Land
Consuming Love; or, St. Valentine's Day in Greenaway Land è un cortometraggio muto del 1911. Il nome del regista non viene riportato. La piccola Dolores Costello (all'epoca aveva otto anni) appare qui nel suo terzo film insieme alla sorella Helene.

## Produzione
Il film fu prodotto dalla Vitagraph Company of America.

## Distribuzione
Distribuito dalla General Film Company, il film - un cortometraggio in una bobina - uscì nelle sale cinematografiche USA il 14 febbraio 1911.